# Yvecrique
Yvecrique est une commune française située dans le département de la Seine-Maritime, en région Normandie.

## Géographie

### Localisation
La commune est située dans le pays de Caux.
| Doudeville   |           | Amfreville-les-Champs |
| Harcanville  | Yvecrique | Criquetot-sur-Ouville |
| Étoutteville |           | Grémonville           |

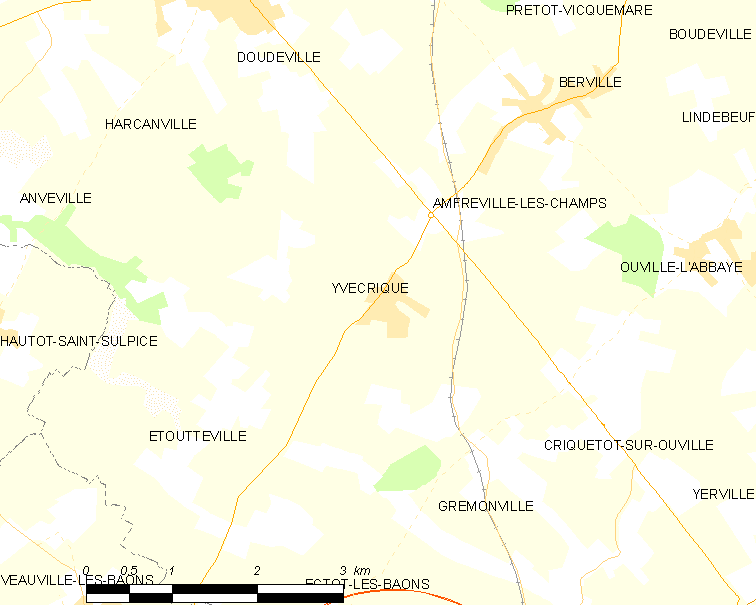
Carte de la commune.
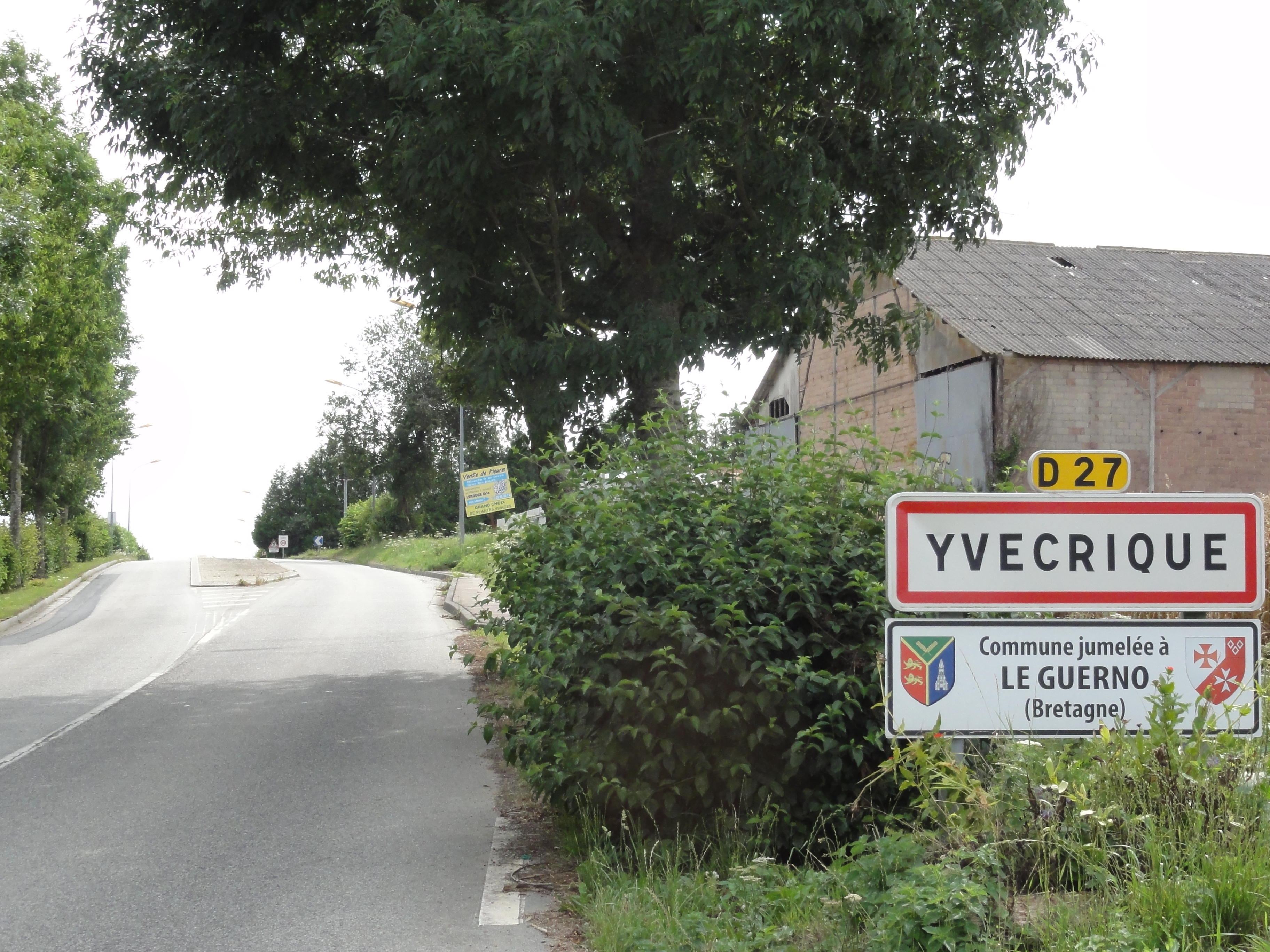
Entrée de l'agglomération.
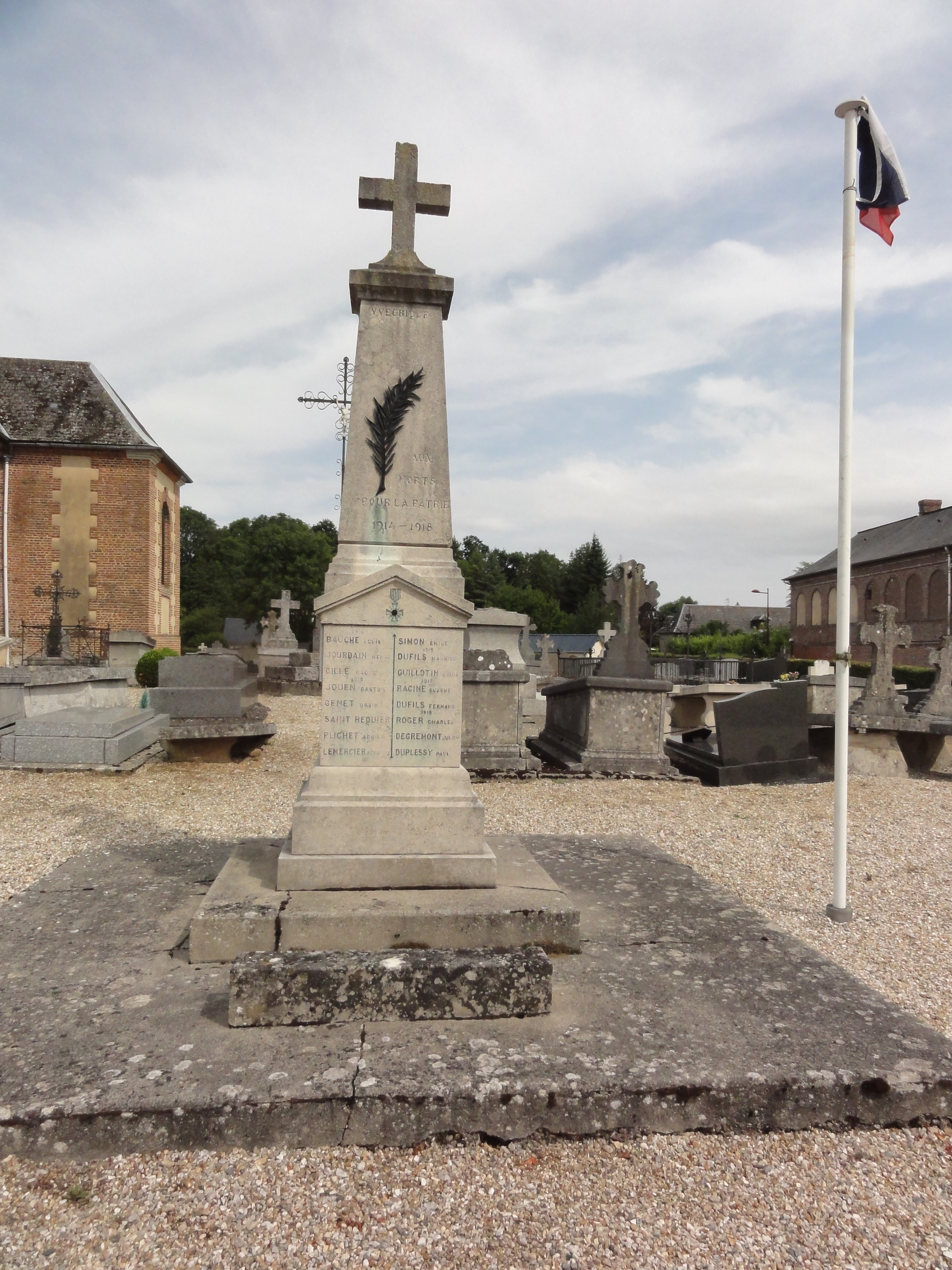
Le monument aux morts.

### Hydrographie
La commune est située dans le bassin Seine-Normandie. Elle n'est drainée par aucun cours d'eau,.

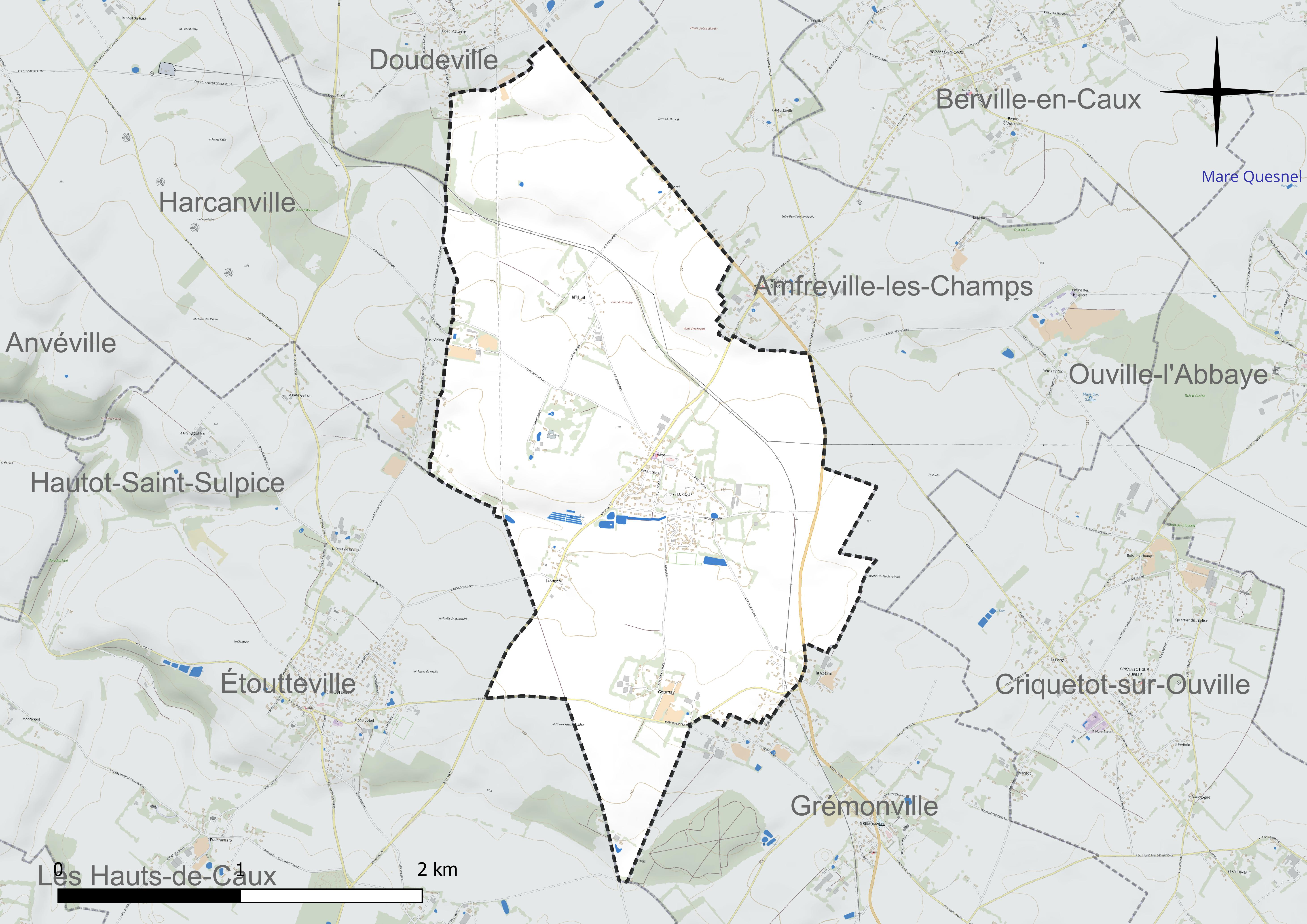
Réseau hydrographique d'Yvecrique.

### Climat
Pour des articles plus généraux, voir Climat de la Normandie et Climat de la Seine-Maritime.
En 2010, le climat de la commune est de type climat océanique franc, selon une étude du CNRS s'appuyant sur une série de données couvrant la période 1971-2000. En 2020, Météo-France publie une typologie des climats de la France métropolitaine dans laquelle la commune est exposée à un climat océanique et est dans la région climatique Côtes de la Manche orientale, caractérisée par un faible ensoleillement (1 550 h/an) ; forte humidité de l’air (plus de 20 h/jour avec humidité relative > 80 % en hiver), vents forts fréquents. Parallèlement le GIEC normand, un groupe régional d’experts sur le climat, différencie quant à lui, dans une étude de 2020, trois grands types de climats pour la région Normandie, nuancés à une échelle plus fine par les facteurs géographiques locaux. La commune est, selon ce zonage, exposée à un « climat maritime », correspondant au Pays de Caux, frais, humide et pluvieux, légèrement plus frais que dans le Cotentin.
Pour la période 1971-2000, la température annuelle moyenne est de 10,1 °C, avec une amplitude thermique annuelle de 14 °C. Le cumul annuel moyen de précipitations est de 977 mm, avec 13,8 jours de précipitations en janvier et 8,9 jours en juillet. Pour la période 1991-2020, la température moyenne annuelle observée sur la station météorologique la plus proche, située sur la commune d'Ectot-lès-Baons à 5 km à vol d'oiseau, est de 10,8 °C et le cumul annuel moyen de précipitations est de 905,5 mm,. Pour l'avenir, les paramètres climatiques de la commune estimés pour 2050 selon différents scénarios d'émission de gaz à effet de serre sont consultables sur un site dédié publié par Météo-France en novembre 2022.

## Urbanisme

### Typologie
Au 1er janvier 2024, Yvecrique est catégorisée commune rurale à habitat dispersé, selon la nouvelle grille communale de densité à sept niveaux définie par l'Insee en 2022.
Elle est située hors unité urbaine. Par ailleurs la commune fait partie de l'aire d'attraction de Rouen, dont elle est une commune de la couronne,. Cette aire, qui regroupe 317 communes, est catégorisée dans les aires de 200 000 à moins de 700 000 habitants,.

### Occupation des sols
La superficie de la commune est de 6,0 km².
L'occupation des sols de la commune, telle qu'elle ressort de la base de données européenne d’occupation biophysique des sols Corine Land Cover (CLC), est marquée par l'importance des territoires agricoles (94,4 % en 2018), une proportion sensiblement équivalente à celle de 1990 (95,2 %). La répartition détaillée en 2018 est la suivante : 
terres arables (82,5 %), prairies (7,4 %), zones urbanisées (5,6 %), zones agricoles hétérogènes (4,5 %), forêts (0,1 %). L'évolution de l’occupation des sols de la commune et de ses infrastructures peut être observée sur les différentes représentations cartographiques du territoire : la carte de Cassini (XVIIIe siècle), la carte d'état-major (1820-1866) et les cartes ou photos aériennes de l'IGN pour la période actuelle (1950 à aujourd'hui).

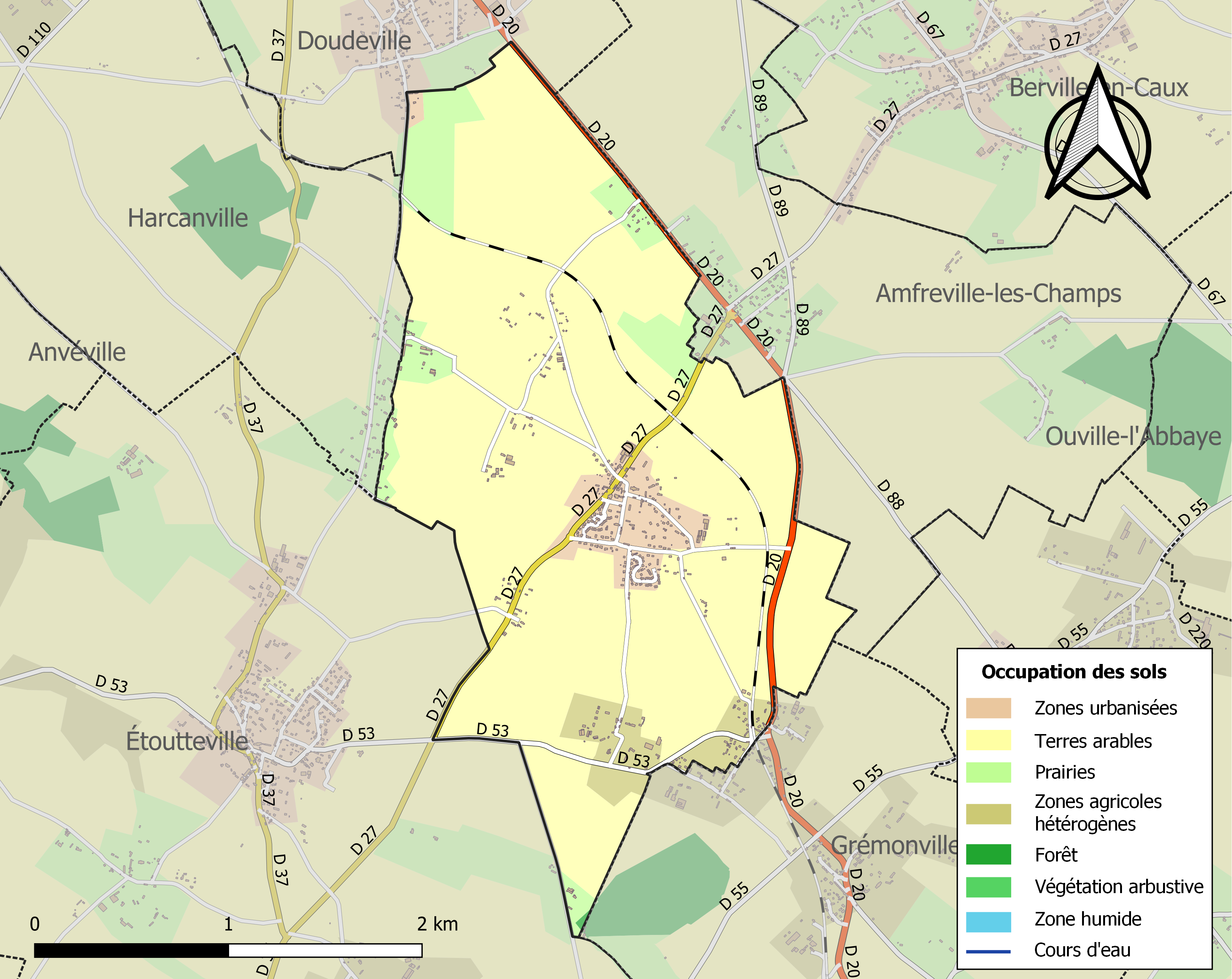
Carte des infrastructures et de l'occupation des sols de la commune en 2018 (CLC).

### Morphologie
La commune est composée du Centre-Bourg et de 6 hameaux :
- Hameau de Bihorel, au nord-ouest en direction de Doudeville, en bordure d'Amfreville-les-champs.
- Hameau de La Vatine, au sud-est, en bordure de Grémonville.
- Hameau de Bosc-Adam, au nord-ouest, en bordure d'Harcanville.
- Hameau de Gournay, au sud du hameau de La Vatine en bordure de Gémonville et Etoutteville.
- Hameau La Bruyère, au sud-ouest, en bordure d'Etoutteville, direction Yvetot
- Hameau Le Thuit, entre le hameau de Bihorel et le Centre-Bourg, au nord-ouest du Centre-Bourg.

## Toponymie
Le nom de la localité est attesté sous les formes Ivecriche au XIIe siècle ; Ivicrique vers 1240 ; Yvecrique en 1337 ; Ivecrique en 1473 ; Ivecrique en 1714 ; Yuecrique en 1715 ;  Yvecrique en 1757 (Cassini).
Par métathèse, du norrois kirkja « église » (islandais, féroïen kirkja, vieux danois kyrkiæ, kirkæ, néo-norvégien kyrkje, kyrkja) précédé du nom de personne d'origine germanique Ivo qui eut une grande diffusion en Normandie. L'explication « l'église de Saint Yves » n'est pas justifiée. En effet, ce toponyme est probablement antérieur au XIe siècle, bien que la première mention ne date que du XIIe siècle, car l'appellatif -crique peut difficilement avoir été utilisé postérieurement. Yves de Chartres (Saint Yves) vivait au XIe siècle.
Le nom d'Yves / Yvon se retrouve fréquemment en Normandie comme dans Yvetot, Yvetot-Bocage, Boisyvon, La Chapelle-Yvon, etc.
François de Beaurepaire estime qu'un seul et même personnage pourrait se retrouver dans Ismesnil (Yvemesnil XIIe siècle), hameau situé sur la commune d'Allouville-Bellefosse et Yvecrique « l'église d'Yves ».
Le norrois kirkja se retrouve dans La Crique, les Criquebeuf, Criquetot et Carquebut de Normandie.

## Enseignement

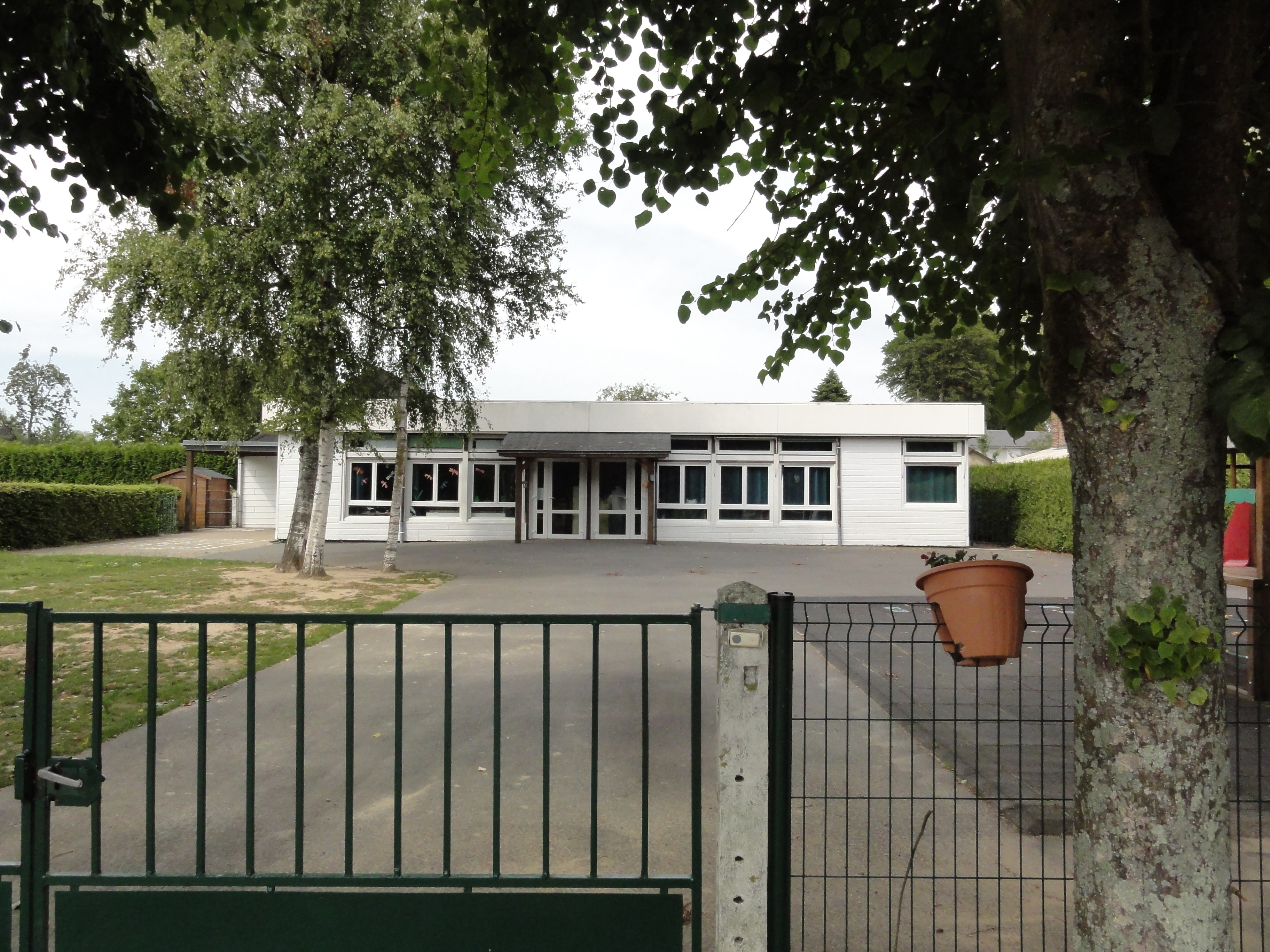
L'école communale.

## Politique et administration
| Période                                  | Période                    | Identité            | Étiquette | Qualité                                                                                          |
| ---------------------------------------- | -------------------------- | ------------------- | --------- | ------------------------------------------------------------------------------------------------ |
| Les données manquantes sont à compléter. |                            |                     |           |                                                                                                  |
| mars 2001                                | mai 2020                   | Dominique Lachèvres |           | Retraité de l'enseignement Vice-président de la CC du Plateau de Caux-Fleur de Lin (2014 → 2016) |
| mai 2020,                                | En cours (au 10 août 2020) | M. Jackie Marcatté  |           | Cadre commercial à la retraite                                                                   |

## Démographie
L'évolution du nombre d'habitants est connue à travers les recensements de la population effectués dans la commune depuis 1793. Pour les communes de moins de 10 000 habitants, une enquête de recensement portant sur toute la population est réalisée tous les cinq ans, les populations de référence des années intermédiaires étant quant à elles estimées par interpolation ou extrapolation. Pour la commune, le premier recensement exhaustif entrant dans le cadre du nouveau dispositif a été réalisé en 2006.

En 2022, la commune comptait 629 habitants, en évolution de −2,63 % par rapport à 2016 (Seine-Maritime : +0,35 %, France hors Mayotte : +2,11 %).
| 1793 | 1800 | 1806 | 1821 | 1831 | 1836 | 1841 | 1846 | 1851 |
| ---- | ---- | ---- | ---- | ---- | ---- | ---- | ---- | ---- |
| 950  | 733  | 749  | 758  | 831  | 840  | 800  | 800  | 796  |

| 1856 | 1861 | 1866 | 1872 | 1876 | 1881 | 1886 | 1891 | 1896 |
| ---- | ---- | ---- | ---- | ---- | ---- | ---- | ---- | ---- |
| 780  | 781  | 759  | 728  | 678  | 569  | 536  | 521  | 447  |

| 1901 | 1906 | 1911 | 1921 | 1926 | 1931 | 1936 | 1946 | 1954 |
| ---- | ---- | ---- | ---- | ---- | ---- | ---- | ---- | ---- |
| 398  | 400  | 403  | 316  | 310  | 292  | 286  | 308  | 276  |

| 1962 | 1968 | 1975 | 1982 | 1990 | 1999 | 2006 | 2011 | 2016 |
| ---- | ---- | ---- | ---- | ---- | ---- | ---- | ---- | ---- |
| 233  | 220  | 195  | 448  | 649  | 635  | 653  | 664  | 646  |

| 2021 | 2022 | - | - | - | - | - | - | - |
| ---- | ---- | - | - | - | - | - | - | - |
| 632  | 629  | - | - | - | - | - | - | - |

## Vie associative et sportie

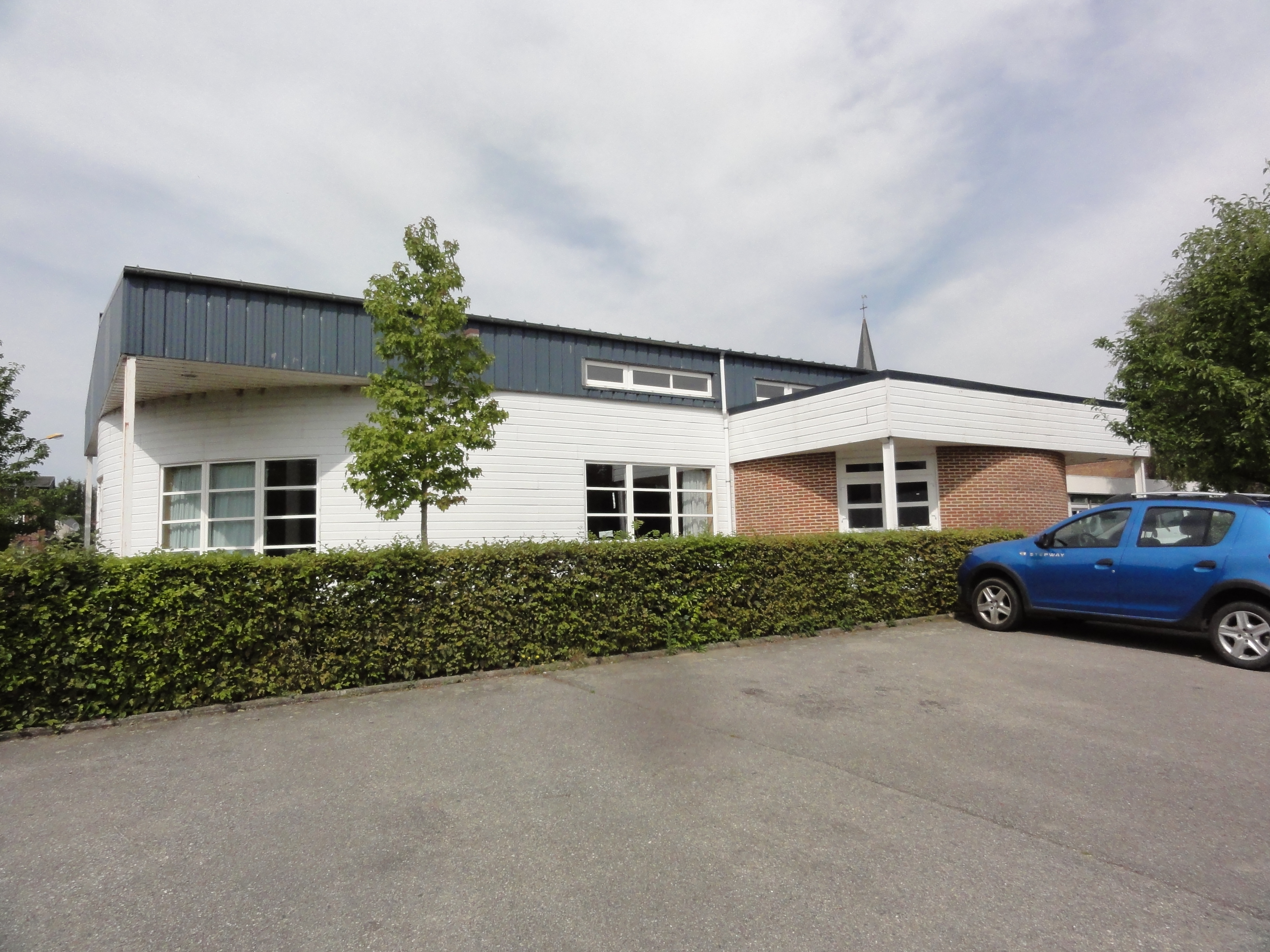
Salle polyvalente.
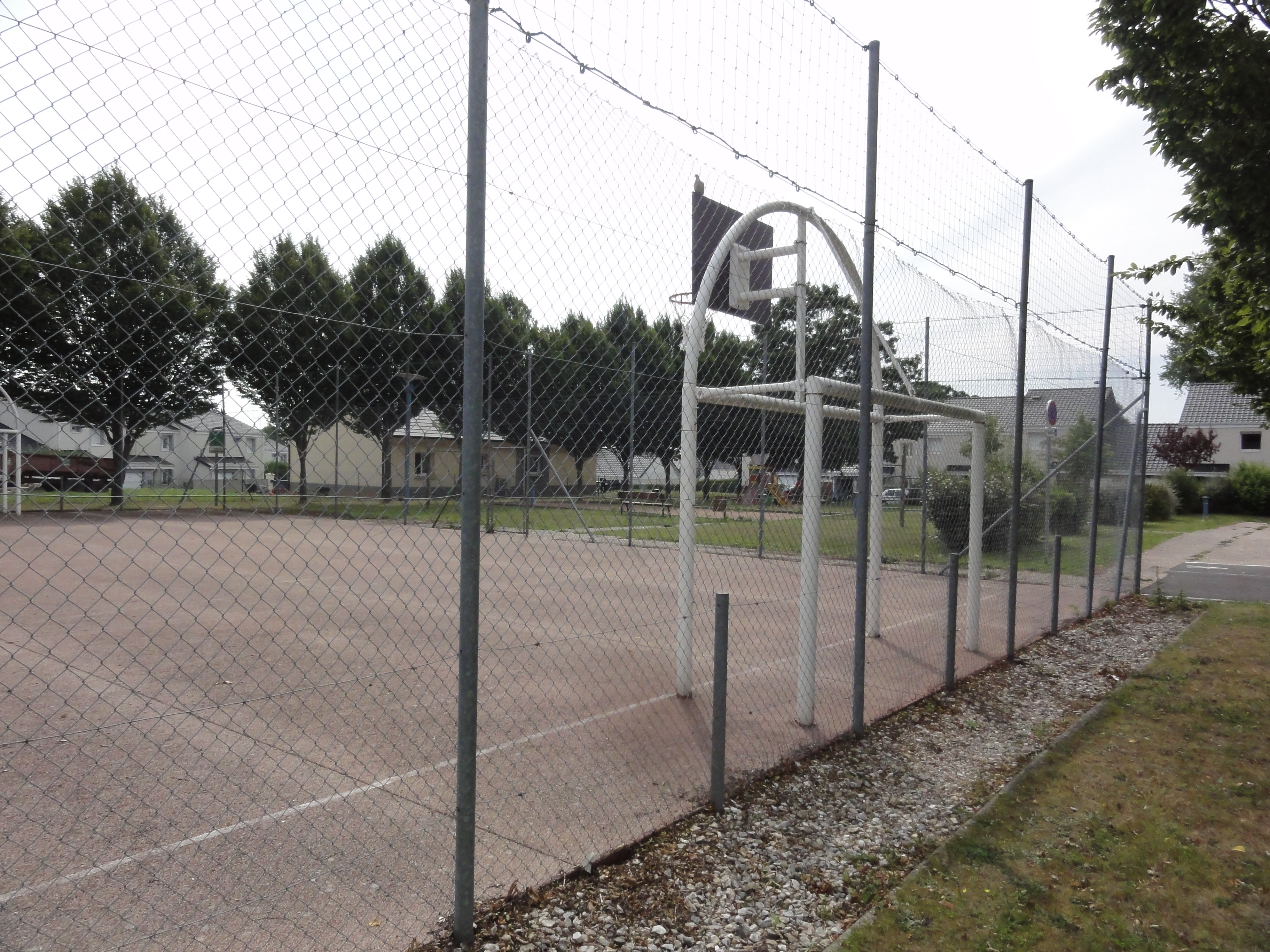
Terrain multisports.

## Culture locale et patrimoine

### Lieux et monuments

#### L'église Saint-Aubin

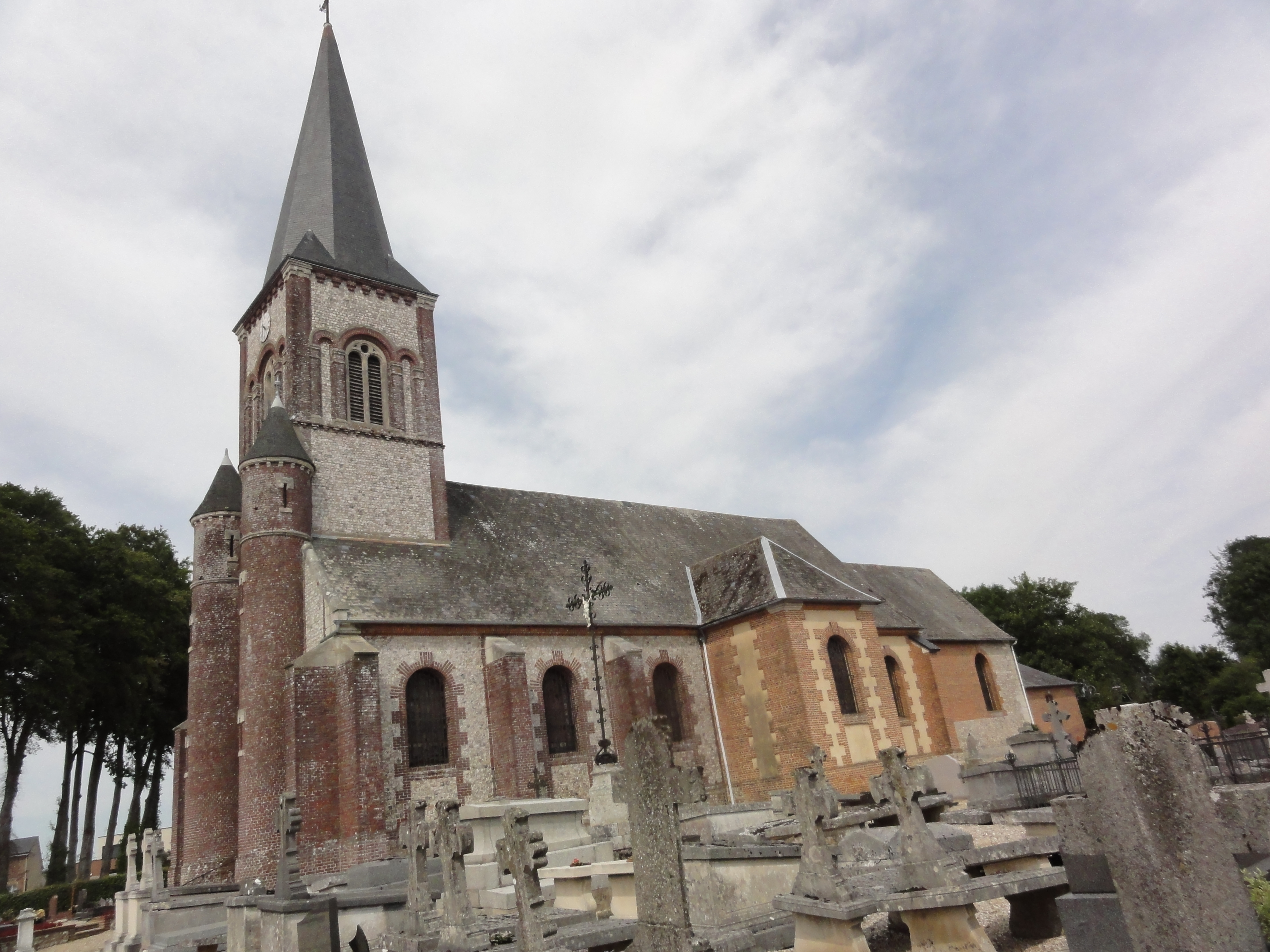
L'église Saint-Aubin

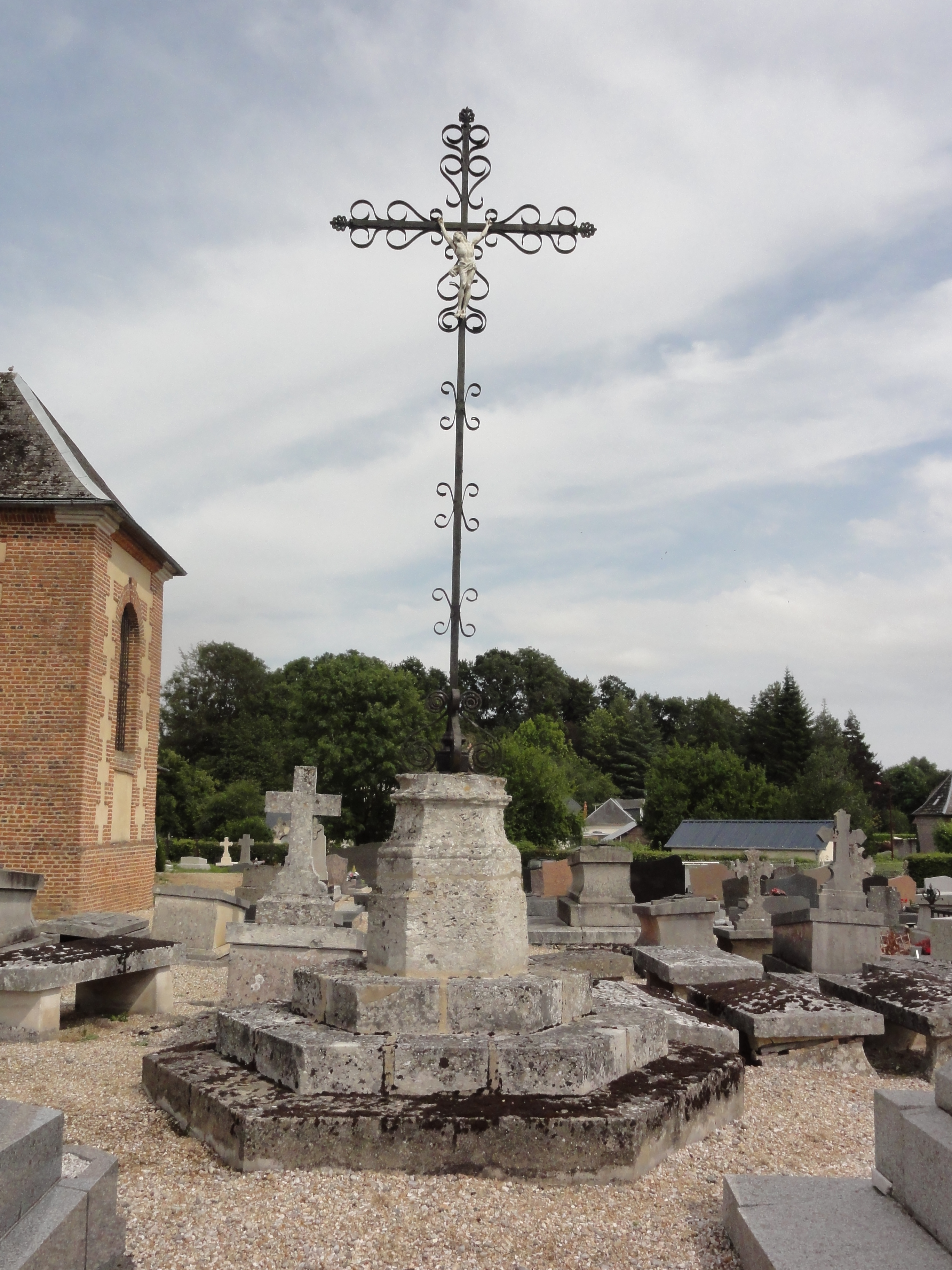
Le cimetière.

L'église fut entièrement reconstruite en 1770, grâce à la générosité de Pierre Robert Le Roux d'Esneval, seigneur du lieu. Le curé Thibault confia la reconstruction à son frère Charles qui, en 1776, construira l'église de Grémonville. Cette église abrite depuis ce jour le corps entier de saint Placide et sa fiole de sang, sous le maître autel, extrait du cimetière de Saint-Calixte de Rome le 16 août 1682.
La cloche
L'abbé Cochet, dans "Les églises de l'arrondissement d'Yvetot", édité à Paris en 1852, mentionne : « À l'intérieur du clocher, une vieille cloche portant l’effigie de François Ier avec cette inscription : "Je fus faicte pour servir en ceste église-ci, l'an mille cinq cens vingt" ».
Refondue et bénite en 1900, elle porte ces inscriptions :
1re face : L'an mil cinq cens et vingt, je fus faicte pour servir en ceste église. L'an mil neuf cents, Monseigneur Fuzet, archevêque de Rouen, Messieurs Brainville, curé d'Yvecrique, Briard, Maire d'Yvecrique, Fabriciens : Eugène Hébert, président de la fabrique, Messieurs Brainville Lenge-Lherondel, trésorier et Eugène Lefèbvre, Courayer. J'ai été refaite par souscription grâce à la générosité des paroissiens. Havard à Villedieu, Hubert Roy à Sainte Austreberthe.
2e face : J'ai été bénite par Messire Thomas Lemonnier, Vicaire général et nommée : Antoinette Marie Juliette Georgette par Monsieur Antoine Briard, Maire et Madame Georges Turpin, née Juliette Fauvel.

### Héraldique
| Armes de Yvecrique | Les armes de la commune de Yvecrique se blasonnent ainsi : Tiercé en pairle : au 1er de sinople à deux épis de blé d'or passés en sautoir, au 2e de gueules à deux léopards d'or l'un au-dessus l'autre, au 3e d'azur à l'église du lieu d'argent ; au filet en pairle d'or brochant sur la partition. Blason enregistré par le Conseil Français d’héraldique, officialisé par délibération de Conseil Municipal le 26 juin 2009. Les deux léopards d'or sur champ de gueules rappellent les armes de la Normandie. |

## Jumelage
La commune est jumelée avec Le Guerno.